# 消えるヒッチハイカー
消えるヒッチハイカー（きえるヒッチハイカー、英: Vanishing hitchhiker）は、アメリカ合衆国の都市伝説の一つ、または怪談の類型の一つ。ヒッチハイクで自動車に乗った客が、実は幽霊で、乗車中に姿を消すというもの。「幻のヒッチハイカー」ともいう。

## 概要
自動車で道を行く運転手が、途中でヒッチハイク客を乗せる。その乗客が目的地だという家に辿り着くと、乗客はいつの間にか車内から消えている。不思議に思った運転手がその家を訪ねると、ヒッチハイク客は確かにその家の住人だが、数年前に亡くなっていた、というのが大筋である。
自動車に纏わる怪談では古典的なものであり、1930年代から口承で多く語りつがれている。話によっては舞台となる地域、ヒッチハイクをする理由、その行き先など、様々なバリエーションがある。ヒッチハイクをした日はちょうどその死者の誕生日だった、運転手（男性）はプロムに向かう途中で女性のヒッチハイク客を車に乗せ、一緒にダンスを楽しんだ、などの付加要素がつくこともある。

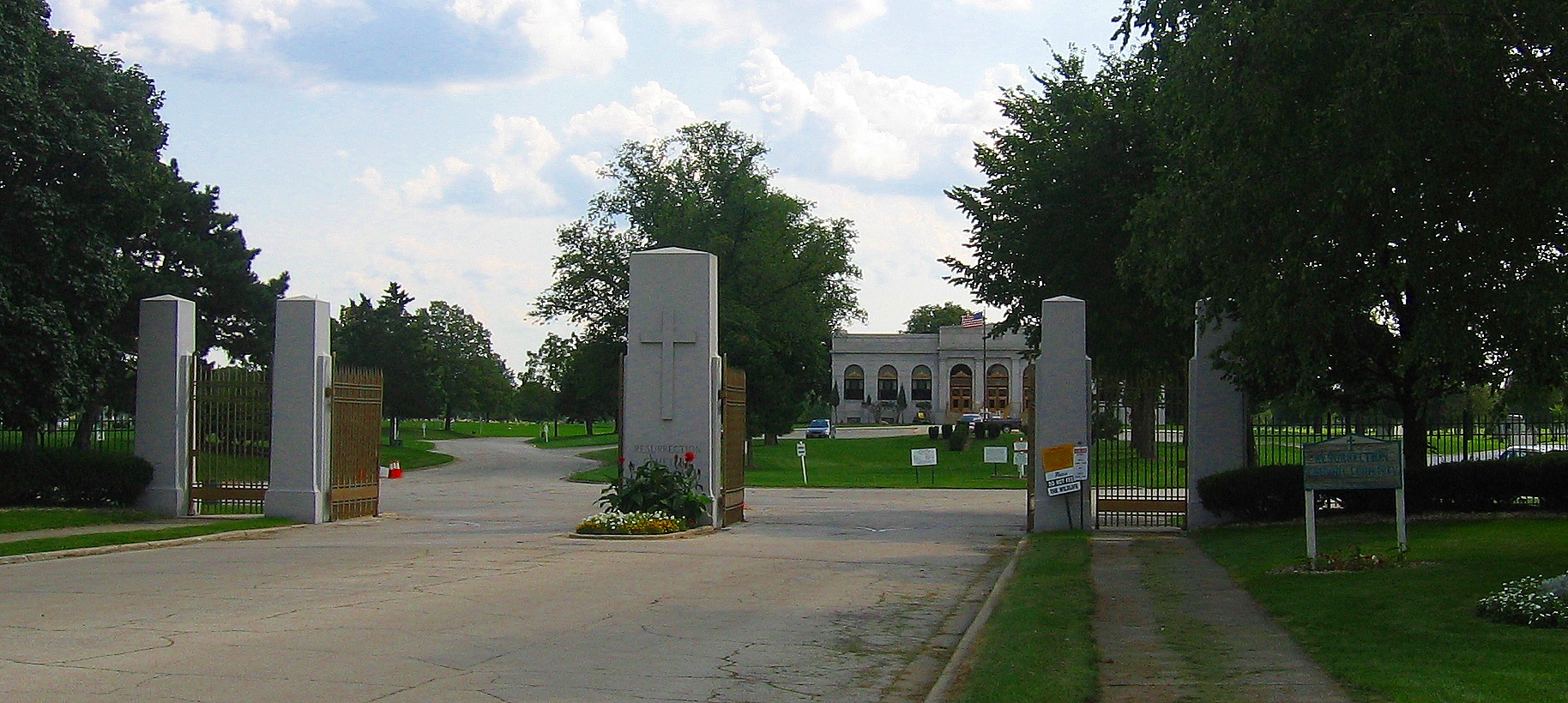
アーチャー・アヴェニュー

シカゴの心霊スポットとして知られるアーチャー・アヴェニューでも、若い女性の幽霊がヒッチハイクしている姿を見たという運転手が多く、その女性を車に乗せたものの気がつくと消えていたと語る者もおり、いつしかその霊は「Resurrection_Mary」（復活メリー）と名付けられている。シカゴには墓地などの心霊スポット各所を回る観光バス会社「Chicago Supernatural Tours」（シカゴ超自然観光）があり、そこでもアーチャー・アヴェニューの霊は目玉とされている。
アメリカ国内ではよく知られている怪談であり、テレビドラマや歌の題材にもなっている。これら大衆文化に用いられたもので最も有名とされるものは、アメリカの歌手であるディッキー・リーの曲『奇妙なできごとが起こる』であり、この作中では主人公はダンス会場で出逢った少女と帰途につき、途中でセーターを彼女に貸すが、実は少女はすでに死んでおり、その墓でセーターが発見される、という物語が展開されている。テレビドラマの事例としては『トワイライト・ゾーン』が挙げられる。
1981年にはアメリカの民俗学者のジャン・ハロルド・ブルンヴァンが、本件を含む多数の口承を著した書籍『The Vanishing Hitchhiker』（日本語題『消えるヒッチハイカー』）を刊行し、「都市伝説」という言葉が世間に広まるきっかけとなるとともに、その後の民俗研究にも大きな影響を与えた。

## アメリカ国外の類例
カナダ、ヨーロッパ、韓国などにも類話があり、アメリカにはヨーロッパからの移民によって広められたとの説もある。ドイツの都市伝説研究家であるヘルムート・フィッシャーによれば、同国では類話がすでに19世紀から存在しており、当時は馬車に乗せた客が消える話だったという。別説では18世紀のイギリスで同じく馬車の怪談として生まれ、それがアメリカに伝えられたともいう。新約聖書の使徒言行録には、福音宣教者のフィリポが二輪車の車上から姿を消す記述があり、これを類話とする指摘もある。メキシコでは精霊が、ハワイでは人間女性に姿を変えた女神ペレが車に乗ってくる話があり、ハワイではこのために女性ヒッチハイク客は必ず車に乗せるという迷信がある。

### 日本の類例
日本では、タクシーの乗客が実は幽霊だった、という具合にヒッチハイクではなくタクシーにまつわる怪談として語られていることが多く、口承のみならず新聞記事や雑誌記事にも多く掲載されており、「青山の墓地まで」の題で落語の出し物にもなっている。日本のタクシーの車内にマスコット人形が飾られているのは、幽霊の客を乗せないための魔除けとする説もある。多くは夕方から夜にかけての話であり、乗客は女性が圧倒的に多い。話の舞台は前述の落語の出し物の題が示すように、青山霊園で幽霊の客を乗せた、青山霊園付近で車内から客が消えたなど、東京都では青山霊園が話の舞台となることが多く、週刊誌でもよく取り上げられている。
他に乗物がバス、自転車、オートバイの場合もあり、自動車普及以前は人力車に纏わる怪談として語られていたこともある。さらにそれ以前には駕籠の話として語られており、江戸時代の怪談集『諸国百物語』でも、駕籠の客が幽霊だったという類話がある。日本に古くからあるこの怪談が、ヒッチハイク文化の根づいているアメリカに伝わり、都市伝説「消えるヒッチハイカー」として定着したとの説もある。
なお自動車での例については、日本の心理学者である中村希明が、運転中に単調な風景の連続により運転手の注意力が低下して催眠状態に近い状態となって幻覚を催す現象「ハイウェイ・ヒプノーシス」（高速道路催眠現象）を原因の一つだと指摘している。